# 505 a.C.
Il 505 a.C. (DV a.C. in numeri romani) è un anno  del VI secolo a.C.

## Eventi
- Roma:
  - Consoli romani: Marco Valerio Voluso, Publio Postumio Tuberto
  - Inizia una guerra tra Roma e i Sabini, che si concluderà nel 504 a.C.

## Nati
- Zengzi, filosofo cinese († 436 a.C.)